# Ethnie
Ethnie (Aussprache [ɛtˈniː], [etˈniː], auch [ˈɛtni̯ə]; von altgriechisch ἔθνος éthnos „Volk, Stamm, Volkszugehörige“) bezeichnet in den Sozialwissenschaften (insbesondere der Ethnologie) eine abgrenzbare soziale Gruppe, die aufgrund ihres intuitiven Selbstverständnisses und Gemeinschaftsgefühls als Eigengruppe eine kollektive Identität entwickelt. Grundlage dieser Ethnizität können gemeinsame Eigenbezeichnung, Sprache, Abstammung, Wirtschaftsordnung, Geschichte, Kultur, Religion oder Verbindung zu einem bestimmten Gebiet sein.
Eine Ethnie muss keine gemeinsame Abstammungsgruppe sein (familienübergreifend), die Selbstzuschreibung der Zugehörigkeit entsteht mit der Erziehung eines Kindes (familienumfassend) und es muss keine eindeutigen Grenzziehungen geben (Zugehörigkeit zu mehreren Ethnien möglich). Der geschichtliche, soziale und kulturelle Vorgang der Entstehung einer Ethnie wird als Ethnogenese bezeichnet.
Zu rund 1300 weltweit erfassten Ethnien gehört eine große Anzahl indigener Völker (lateinisch „eingeboren, ursprünglich“; siehe die Liste indigener Völker). Im Deutschen wird die Bezeichnung „Volk“ gemeinsprachig mit gleicher Bedeutung wie Ethnie verwendet, während Wissenschaftler sie eher vermeiden oder als Oberbegriff für Gesamtgesellschaften aus mehreren verbundenen Ethnien verstehen.

## Begriffe
Das altgriechische Wort ἔθνος éthnos beschreibt die Abgrenzung durch Selbst- und Fremdzuweisung. Seine Bedeutung und Verwendung unterliegt starkem Wandel. Max Weber definiert eine „ethnische Gruppe“ folgendermaßen:

„Wir wollen solche Menschengruppen, welche auf Grund von Ähnlichkeiten des äußeren Habitus oder der Sitten oder beider oder von Erinnerungen an Kolonisation und Wanderung einen subjektiven Glauben an eine Abstammungsgemeinschaft hegen, derart, dass dieser für die Propagierung von Vergemeinschaftungen wichtig wird, dann, wenn sie nicht ‚Sippen‘ darstellen, ‚ethnische‘ Gruppen nennen, ganz einerlei, ob eine Blutsgemeinschaft objektiv vorliegt oder nicht.“

Ethnie oder fast gleichbedeutend ethnische Gruppe sind mehrdeutige Bezeichnungen aus einem weiten Begriffsfeld verwandter Ausdrücke, sie werden innerhalb und zwischen verschiedenen Wissenschaften in unterschiedlichen Grundbedeutungen verwendet:
- Nach der Theorie der ursprünglichen Bindung (Primordialismus) sind bestimmte menschliche Gruppen reale Einheiten, die sich in realen Merkmalen unterscheiden; Individuen gehören primordialen Gruppen durch ihre Geburt an.
- Nach der in den Sozial- und Geisteswissenschaften vorherrschenden Theorie des Sozialkonstruktivismus sind kollektive Identitäten soziale Konstrukte. Für Konstruktivisten sind ethnische Gruppen geschichtlich entstandene, sozial wirkmächtige Einheiten, welche die Identität ihrer Mitglieder durch Selbst- und Fremdzuschreibungen prägen und durch sie geprägt werden (vgl. Entitativität sozialer Gruppen). Sie können durch soziale Prozesse entstehen und wieder untergehen, eine Ethnie kann in einer anderen durch Assimilation aufgehen.

Nach den Konzepten der eher naturwissenschaftlich orientierten Anthropologie und Humangenetik können Ethnien und ethnische Gruppen tatsächlich gemeinsame Merkmale oder eine gemeinsame Abstammung aufweisen.
In den Sozialwissenschaften hat sich seit den 1980er Jahren der Konstruktivismus durchgesetzt. Eine Existenz von Ethnien, die unabhängig von der sozialen Zuschreibung wäre, wird abgelehnt. Dabei handele es sich um den Fehler des Essentialismus. 
Der Ethnologe Georg Elwert schrieb 2005, die Vorstellung, dass Ethnien an ein Substrat gemeinsamer Sprache, gemeinsamer Kultur, gemeinsamer Abstammung gebunden werden könnten, sei „nicht mehr haltbar“. Der Soziologe Matthias Rompel definiert Ethnizität in Anlehnung an Max Weber als „den irrationalen, subjektiven Glauben einer Gruppe von Menschen an eine gemeinsame Herkunft, gemeinsame Geschichte, gemeinsame Sitten“. Dieser Glaube diene dazu, eine Gruppenidentität zu bilden. 
Der Sozialwissenschaftler Samuel Salzborn erklärte 2006 die emotionale Bindung von Individuen an die Ethnie, der sie sich angehörig fühlen, als eine Übertragung der sozialen Bindung innerhalb der Familie, die anders als die in der Ethnie aber real sei:

„Die faktische Inexistenz einer sozialen Bezogenheit der Angehörigen einer Ethnie wird durch gefühlsmäßige Surrogate zum Paradigma der intergenerativen Zugehörigkeit transformiert, bei dem die in der Familienstruktur noch nachvollziehbare Abstammung als Gemeinsames der Ethnie halluziniert wird.“

Der Glaube an ein solches Gemeinsames lasse trotz seiner fiktiven Fundierung das Kollektiv Ethnie real in Erscheinung treten. Der Ethnologe Martin Sökefeld nennt das „(normative) Konzept der singulären, homogenen Kultur im Nationalstaat“ Primordialismus. Es habe noch lange in den Sozialwissenschaften vorgeherrscht und dazu gedient, Ausgrenzung zu legitimieren. Im Alltagsdiskurs sei es bis in die Gegenwart vorherrschend. Seit einiger Zeit lösten sich deutsche Sozialwissenschaftler davon und wendeten sich stattdessen der Idee der Hybridität zu, wonach Kulturen nicht als voneinander eindeutig abgrenzbar verstanden werden. Das sogenannte „Zwischen den Kulturen“ sei durchaus nicht notwendig problematisch. Den amerikanischen Anthropologen John L. Comaroff und Jean Comaroff zufolge sind Ethnien soziale Konstrukte, die sich „auf breit verankerte Vorstellungen von einem gemeinsamen Ursprung und einer gemeinsamen Kultur sowie auf kulturelle Unterschiede zu anderen“ gründen. Insofern sei Ethnizität immer relational: Sie stehe nie für sich allein, sondern immer im Verhältnis zu den anderen, von denen man sich abgrenzen, die man oft auch abwerten möchte, um die eigene Wir-Gruppe aufzuwerten.
Überlappende Begriffe zum Begriff der Ethnie/ethnischen Gruppe sind etwa Stamm, „Rasse“, Volk und Nation. Jede dieser Bezeichnungen meint einen eigenen Begriff, der zudem in verschiedenen Sprachen nicht gleich ist – bei Übersetzungen können Verschiebungen der Bedeutung eintreten. Ein „Volk“ (der deutsche Begriff ist durch die Ideen von Johann Gottfried Herder geprägt) ist etwa eine ethnische Gruppe, die eine Vorstellung von einer gemeinsamen Herkunft, Kultur und Sprache aufweist; über den staatsrechtlichen Begriff der Volkssouveränität kann es Träger eines Staats sein. Wird eine Ethnie als ein Volk bezeichnet, sind damit unausgesprochene Folgerungen über seine Identität und Organisationsform verbunden. Die Bezeichnung Ethnie, gleichbedeutend auch Volksgruppe, wird eher für Untergruppen einer größeren Einheit, innerhalb einer Nation oder eines Staates, gebraucht. Durch die rassistischen Ideologien des völkischen Nationalismus und Nationalsozialismus ist dabei das Adjektiv „völkisch“ historisch vorbelastet und nicht mehr als neutral beschreibender Ausdruck verwendbar, während dem entsprechenden Adjektiv „ethnisch“ kein solcher Beigeschmack anhaftet.

### AbgrenzungEthnosundDemos
Der Soziologe Emerich K. Francis (1906–1994) führte die begriffliche Unterscheidung zwischen dem Demos, dem Staatsvolk, und dem Ethnos, der Abstammungsgemeinschaft, ein. Die Gesamtmenge der Angehörigen eines Volkes im ethnischen Sinne (eines Ethnos) ist nicht identisch mit der Menge der Wahlberechtigten in einem Staat (mit dessen Demos). So sind nicht alle Staatsbürger Finnlands, Frankreichs, Deutschlands usw. auch ethnische Finnen, Franzosen, Deutsche usw., und nicht alle Angehörigen eines Volks oder einer Volksgruppe bewohnen ihren Nationalstaat, in dem sie die Mehrheit der Bevölkerung stellen. Es gibt Völker und Volksgruppen ohne „eigenen Staat“ (z. B. Tamilen und Kurden) oder solche, die sich mit anderen Völkern und Volksgruppen einen Staat teilen (in Europa z. B. Schweiz und Belgien).
Im Deutschen ist die Bezeichnung Volksgruppe üblich. Oft leben verschiedene Volksgruppen in einem Staatsgebiet. Beispielsweise bestand der Vielvölkerstaat Österreich-Ungarn im 19. und 20. Jahrhundert aus verschiedenen Ethnien (vor allem Deutschen, Ungarn, Tschechen (Böhmen), Slowaken, Slowenen, Bosniaken, Kroaten und Italienern). Das gilt auch heute noch für die Schweiz, die keine ethnische Einheit bildet, sondern aus verschiedenen ethnischen Gruppen besteht (deutsch-, französisch-, italienisch-, rätoromanisch- und jenischsprachige Schweizer) und aufgrund diverser ethnischer Minderheiten in Deutschland und Österreich (etwa Dänen, Friesen, Sorben, Sinti, Roma, Kroaten, Ungarn) in geringerem Umfang auch für diese beiden Staaten. Ganz allgemein lässt sich sagen, dass es kaum ethnisch homogene Staaten gibt. Besonders heterogen sind Staaten, deren Existenz und willkürliche Grenzziehung auf die Kolonialzeit zurückgehen, so zum Beispiel die Staaten Süd- und Mittelamerikas, Afrikas, Asiens und Polynesiens (z. B. Indonesien), oder durch Einwanderung geprägt sind, wie Nord-, Mittel- und Südamerika sowie Australien.

### Ethnie und Religion
Im Osmanischen Reich und im späteren Jugoslawien wurde als Unterscheidungskriterium der Nationalitäten oder Ethnien häufig die Religionszugehörigkeit statt der Sprache verwendet. So war lange Zeit die Bezeichnung „slawische Muslime“ üblich und ist es in Serbien und Montenegro teilweise immer noch. Im Zusammenhang mit den Jugoslawienkriegen gelangte 1992 der Begriff „ethnische Säuberung“ in die deutsche Sprache.
Bis Ende des 18. Jahrhunderts wurden die jüdische Religion und die Zugehörigkeit zum ethnischen Judentum gleichgesetzt. Seitdem wird dieses Prinzip auch im Zuge der jüdischen Emanzipation und Säkularisierung diskutiert. Die Thematik findet in der Öffentlichkeit spätestens seit 1962 Beachtung, als sich Gerichte in Israel mit der Zugehörigkeit zum Judentum auseinandersetzten. Betroffen sind Personen, die zum Judentum konvertierten, jedoch nicht bei einem orthodoxen Rabbiner, und Personen, deren Väter Juden sind, während ihre Mütter, zumindest nach orthodox-jüdischer Auffassung, nicht Jüdinnen sind.
Die Nürnberger Gesetze und die Erste Verordnung zum Reichsbürgergesetz vom 14. November 1935 verbanden die jüdische Religionszugehörigkeit auch mit einer „jüdischen Rasse“.

## Ethnie vs. ethnische Gruppe
Reinhart Kößler und Tilman Schiel weisen darauf hin, dass „Ethnie“ nicht mit „ethnische Gruppe“ gleichgesetzt werden dürfe. Bei „Ethnie“ handle es sich um eine etische Kategorie. Nach Georg Elwert sei es somit möglich, dass sich eine „Ethnie“ zu einer „ethnischen Gruppe“ entwickle. Dies sei der Fall, wenn von „außen“ identitätskonstruierende Merkmale auch emisch die Grundlage eines „Wir-Gefühls“ werden. Nach Hartmut Esser würden ethnische Gruppen „askriptive Gruppen- bzw. identitätsstiftende Merkmale“ bei der Abgrenzung gegenüber anderen ethnischen Gruppen hervorheben. Zu diesen Merkmalen würden beispielsweise Geschlecht, Sprache, Kultur, eine gemeinsame Geschichte u. v. m. zählen. Elwert bemerkt zudem, dass bei ethnischen Gruppen sowohl Selbst- als auch Fremdzuschreibungen vorhanden sein können, die eine Identifizierung mit der „eigenen Gruppe“ und eine Abgrenzung von „anderen Gruppen“ bewirke.
Meist ist die Selbstidentifikation mit der eigenen ethnischen Gruppe so stark, dass sie dem handelnden Individuum als völlig selbstverständlich, gar natürlich erscheint. Es ist dieses kollektive Gefühl des Einander-zugehörig-Seins oder Anders-Seins, das für die Konstitution einer ethnischen Gruppe ausschlaggebend ist. Das Konzept der kulturellen Differenzierung zwischen dem „Wir“ und den kulturell „Anderen“ nennt man Ethnizität. Das Empfinden, einer bestimmten ethnischen Gruppe anzugehören, ändert sich nicht ohne weiteres dadurch, dass neue Staatsgrenzen gezogen werden: So entschied das Arbeitsgericht Stuttgart, dass ehemalige DDR-Bürger und deren Nachfahren keine Ethnie im Sinne des Allgemeinen Gleichbehandlungsgesetzes seien, weil sich binnen 40 Jahren keine separate Geschichte, Sprache, Religion, Tradition und Kultur, kein Solidaritätsgefühl sowie keine spezifischen Ernährungsgewohnheiten entwickelt hätten.
Ethnische Gruppen sind keine unveränderlichen Erscheinungen, sondern definieren sich anhand der Innen- und Außensicht von Kollektiven. Es gibt auf der Welt eine Vielzahl ethnischer „Wir-Gruppen“, die einer Vielzahl von anderen ethnischen Gruppen gegenüberstehen. Allerdings sind diese Gruppen und ihr Verhältnis zu den „Anderen“ keine biologischen Gegebenheiten. Ethnische Gruppen sind sozial konstruiert und ihre Grenzen verändern sich im Laufe der Zeit. Dies unterscheidet das Ethnizitätskonzept wesentlich vom überholten Konzept der Rassentheorie, das ausschließlich von einer physischen, biologischen Differenzierung der Menschheit ausgeht. Ethnische Gruppen können beispielsweise miteinander verschmelzen oder sich durch einen Konflikt abspalten.
Das Verhältnis zwischen ethnischen Gruppen kann aufgrund der jeweiligen politischen, ökonomischen und sozialen Gegebenheiten verschieden sein. Die ethnische Zugehörigkeit ihrer Mitglieder kann in einer Gesellschaft, die ethnisch niemals homogen ist, nebensächlich sein oder aber von essentieller Bedeutung für die soziale Stellung des Individuums. Kulturelle und ethnische Identität bilden sich in Abgrenzung zu den „Anderen“. Dies kann auch zu Ethnozentrismus (Interpretation der Umwelt durch die Maßstäbe der eigenen Gruppe) und Xenophobie (Feindseligkeit gegenüber Fremdem) führen. Ethnozentrismus und Xenophobie kommen oft ins Spiel im Zusammenhang mit politischen Debatten zur Migration.

### Ethnische Gruppe gemeinsamer Abstammung
Nach dem Kulturwissenschaftler Harald Haarmann sind ethnische Gruppen gemeinsamer Abstammung „diffuse Konglomerationen, aus denen Völker mit einer gemeinsamen kulturellen, sozialen und sprachlichen Infrastruktur hervorgehen können“. Der „Volksbegriff“ wird bei Haarmann primär in kultureller und sprachlicher Hinsicht verstanden. Nach Haarmann gebe es aufschlussreiche Übereinstimmungen zwischen genetischer Verwandtschaft einerseits und kultureller, insbesondere sprachlicher, Verwandtschaft andererseits, die beispielsweise Rückschlüsse auf die Migrationsgeschichte von Völkern erlaube.

### Ethnische Gliederung
Die kleinste denkbare Menschengruppe aus ethnischer Sicht ist die Lokalgruppe: Das sind sogenannte „Face-to-Face Communities“ wie Wildbeuter-Horden, Nomadenlager oder Dorfgemeinschaften. Für sie gelten alle eingangs genannten Kriterien der Ethnizität: gemeinsame Eigenbezeichnung, Sprache, Abstammung, Wirtschaftsweise, Geschichte, Kultur, Religion und die Verbindung zu einem bestimmten Territorium.
Beispiel: Die einzelnen Familiengruppen der !Kung-San
Aus mehreren Lokalgruppen setzt sich eine Ethnie zusammen. Bei großen, deutlich differenzierten Ethnien, die trotz ihres gemeinsamen Selbstverständnisses regional unterschiedliche Lebensweisen, Werte und Normen entwickelt haben, werden nochmals Untergruppen genannt, die auch als Subethnien bezeichnet werden.
Beispiel: Die Samen Lapplands werden unterteilt in die Küstensamen (Meeresfischer), Bergsamen (Rentierhüter) und Waldsamen (früher Jäger).
Das Gleiche gilt in die „andere Richtung“: Verstehen sich mehrere Ethnien nach ihrer willentlichen Entscheidung als historisch zusammengehörig, verwenden manche Autoren die Bezeichnung Volk als Überbegriff. Selten wird dafür auch die Bezeichnung Superethnie benutzt.
Beispiel: Die drei Ethnien Lakota, Nakota und Dakota bilden zusammen das Volk der Sioux (Sioux-Nation).
Benachbarte Ethnien oder Völker mit bestimmten gemeinsamen Merkmalen werden ungeachtet ihrer tatsächlichen Beziehungen untereinander bisweilen zu abstrakten Völkergruppen zusammengefasst (nicht zu verwechseln mit dem Begriff Volksgruppe).
Beispiele: Papua nennt man die kraushaarigen Einwohner Neuguineas, die sehr viele vollkommen unterschiedliche Ethnien bilden; Germanen nennt man die historischen Völker mit germanischen Sprachen; Prärie-Indianer werden die nordamerikanischen Reiterkulturen genannt, deren Subsistenzbasis der Bison war.
Diese Einteilung hat nur noch einen klassifizierenden Wert als Sammelbezeichnung und in den seltensten Fällen eine Entsprechung bei den so bezeichneten Menschen.
Beispiel: Die „Eskimo-Völkergruppe“ zeichnet sich durch eine weitgehend einheitliche Kultur aus und dies spiegelt sich ausnahmsweise auch im Selbstverständnis dieser Menschen wider, die sich gemeinsam von den Indianern abgrenzen.
Kombiniert die Einteilung auf globaler Ebene kulturelle und geographische Gemeinsamkeiten sind noch die ethnologischen Kulturareale zu nennen.
Beispiel: „Eurasische Steppe“ – Khanate, Ständeordnung, Stammeskonföderationen, vorwiegend Viehwirtschaft; „Amazonien“ – halbsesshafter Gartenbau, Wanderfeldbau, Jagd und Fischfang; „Horn von Afrika“ – Clansysteme in Staaten, Agropastoralismus.
Es bleibt anzumerken, dass es in den Wissenschaften nur selten einheitliche Zuordnungen gibt: Einige Autoren sprechen von Untergruppen, anderen von Ethnien; einige verwenden den Terminus Volk, andere grundsätzlich nicht und so weiter.

## Ausstellungen
- Museum Fünf Kontinente, München, 5. Juli 2018 bis 30. Juni 2019: Fragende Blicke. Neun Zugänge zu ethnografischen Fotografien.[30]